# 朝倉宗滴
朝倉 宗滴（あさくら そうてき） / 朝倉 教景（あさくら のりかげ）は、戦国時代の武将。越前国の戦国大名・朝倉氏の家臣。朝倉貞景・朝倉孝景（宗淳）・朝倉義景の3代の朝倉氏当主を一族の宿老としてよく補佐し、各地を転戦して武名を轟かせた。諱は教景で、宗滴は法名。茶器・九十九髪茄子を所有していたことでも知られる。

## 生涯

### 生誕
文明9年（1477年）、越前国の守護大名・朝倉孝景の八男として生まれる。生年に関しては文明6年（1474年）とする説もある。
仮名を父・孝景と同じく小太郎と称していたことや、朝倉家歴代当主が名乗る「景」の字が諱の下にあること、諱そのものも曽祖父・教景、祖父・家景および父・孝景が名乗っていた時期があったことから、嫡男として遇されていたと考えられる。
文明13年（1481年）、父・孝景が死去すると、兄の氏景が家督を継いだ。これは、当時5歳（もしくは8歳）に過ぎない宗滴に朝倉家を継がせることは無理があるとの判断とみられる。なお、宗滴は貞景の時代から死去するまで事実上の朝倉家当主として、政務・軍事を執行していたとされる。

### 敦賀郡司に就任
文亀3年（1503年）、敦賀城主であった朝倉景豊の謀反により、宗滴は頭角を現した。室が景豊の妹であった宗滴は当初、景豊一派に加担するよう求められていたが、それを断るため幼少期を過ごした竜興寺に出家し、謀反の企てを朝倉家当主・朝倉貞景に密告し、景豊は謀反の咎により自害を命じられた。この功により、宗滴は金ヶ崎城主として敦賀郡司に就き、以後朝倉家の軍務を取り仕切ることとなった。
ただし、前述のように嫡子であった教景は成人すると朝倉宗家の家督継承に野心を抱き、景豊や朝倉元景らと共に当時の当主である貞景（氏景の子）に対して下克上を起こそうと画策した。しかし、文亀3年は氏景・貞景時代を通じて20年間を過ぎており、朝倉当主の支配体制は磐石で家督を奪うのは容易ではなかった。このため、土壇場になって教景は宗家の家督継承を諦めて下克上計画を貞景に密告。景豊が処分されて教景は敦賀郡司に任命され、以後は一族の重鎮として兄・氏景系統の当主を支えていくことになる。

### 永正三年の一向一揆
加賀を統治していた一向宗（加賀一向一揆）は勢力拡大を目論み、度々越前に侵攻していた。これには中央の権力争いが深く関係していた。時の室町幕府管領・細川政元と本願寺は親密関係にあり、政元の強い要請により本願寺が反細川派である朝倉氏を含む北陸諸大名を攻撃するようになったのである。
永正3年（1506年）3月、加賀一門の本泉寺住持蓮悟は越中の長尾勢・能登の畠山勢打倒の檄文を発し、6月になるとその騒乱が越前に飛び火するようになった。
同年7月、加賀国・越中・能登の一向宗門徒が越前で起こった一向一揆に加勢するため越前甲斐氏の牢人衆らと合流し越前へと侵攻を開始した。これを迎え討つため宗滴を総大将とする朝倉・他門徒の連合軍が九頭竜川一帯で対峙した。これが永正3年の一向一揆（九頭竜川の戦い）である。この時一向宗勢力は30万を上回る勢力となっていたと言われ（無論、この数字には相当の誇張はあったと思われる）、対する朝倉軍は1万1000ほどであった。九頭竜川流域各地で、激戦が繰り広げられた。8月6日の中ノ郷の戦いを期に、一向宗側が総崩れとなり朝倉軍は勝利を収めた。

### 朝倉家の栄華を築く
永正14年（1517年）、若狭守護・武田氏の援軍として幕命で若狭・丹後に出陣。若狭逸見氏と丹後守護代・延永氏の反乱を鎮圧する（『東寺過去帳』『御内書案』『宣胤日記』）。
大永5年（1525年）、美濃の内乱に介入した浅井亮政を牽制するため、六角氏と協力し小谷城へ出張る。しかも、5ヶ月に亘って小谷城の一角に「金吾嶽」を増築、在陣し、六角氏と浅井氏の調停役を務めた。このとき教景は亮政をよく助けたため（『朝倉宗滴話記』『朽木文書』『二水記』『西福寺文書』『当国御陳之次第』）、以後は朝倉・浅井家は固い絆で結ばれていくことになった。
大永7年（1527年）、近江に逃れていた12代将軍・足利義晴と管領・細川高国の要請で上洛し、三好勢らとの諸戦で勝利をおさめた（川勝寺口の戦い）。
大永8年（1528年）、京都から撤退（高国との対立が原因とされる）したため、孤立した高国は流浪の身となった。だが、これら宗滴の活躍により、朝倉氏の地位を磐石なものとするとともに、中央での発言力も確固たるものとした。
大永7年（1527年）に宗滴は養子の朝倉景紀に敦賀郡司の職を譲っているが、軍奉行は引き続き務めた。

### 晩年
享禄4年（1531年）、加賀の内紛（享禄の錯乱。大小一揆とも）に乗じて能登畠山氏と共に加賀に出陣。手取川まで軍を進めるも途中で能登側の軍が壊滅したため撤退。
天文17年（1548年）、若年の義景が宗家当主になると、これを補佐した。
天文21年（1552年）、義景が出羽の大宝寺氏から馬を購入しようとした際に、途中の越後の色部氏に対して便宜を依頼した宗滴の書状が残されている。
天文24年（1555年）7月21日、越後上杉氏の長尾景虎（後の上杉謙信）に呼応して、加賀一向一揆を討つべく加賀に出陣した。7月23日に加賀に入って南郷・津葉・千足（石川県加賀市）の3城を攻撃して1日で全て落とした。7月24日には江沼郡に入って焼き働きし、大聖寺付近の敷地山に本陣を布いて持久戦の策を採った。だが8月に一揆側も朝倉軍に反撃し、一進一退のまま勝負はつかなかった。
これが最後の出陣となり陣中で病に倒れ、一族の朝倉景隆に総大将と朝倉軍を任せて一乗谷に帰還した。宗滴は手厚い看病を受けたが、9月8日に一乗谷にて病死した。宗滴の死は抑えが効かなくなった一向一揆を怖れた上杉謙信の判断による川中島の戦いの和睦という形で影響を与えている。享年79もしくは82。法名・月光院殿照葉宗滴大居士。景紀も敦賀郡司として朝倉氏に仕えた。また、京都大徳寺の住職・蒲庵古渓は実子とされている。

## 人物・逸話
- 宗滴は貞景、もしくは孝景の時代から事実上の朝倉家の当主であった。軍事的には軍奉行として朝倉軍を率いて数々の武勲を立てて朝倉家の武威を高めると共に越前に平和をもたらした。政治的にも孝景時代の出兵の大半は幕府の要請によるものでこれが朝倉家の家格上昇につながったわけであり、越後の長尾為景や長尾景虎（上杉謙信）とも書状を交わして音信を通じるなど外交まで任されていた。この宗滴の存命中は周辺諸国も朝倉家に手出しはできず、朝倉家は全盛期を築いている。だが、宗滴の死で朝倉家には草創期の功臣が1人もいなくなり、また彼に代われるだけの器量を持った人物も朝倉家には不在であった。このため宗滴の死後、朝倉家は義景の下で一族や家臣の内紛、一向一揆衆や周辺諸国の攻撃などで衰退していくことになる[10]。
- 宗滴が朝倉家で名将であったことは彼の死後に思い知らされることになる。後任の総大将となった景隆は9月から10月にかけて加賀の各所を攻めたがほとんど戦果は挙げられなかった。それどころか翌年になると加賀一向一揆が越前に侵入して各地を焼き払い、窮した朝倉家は4月になって幕府の仲介で一揆衆と和睦している[8]。
- 宗滴は織田信長の才能を見抜いていたという。臨終の直前に「今すぐ死んでも言い残すことはない。でも、あと三年生き長らえたかった。別に命を惜しんでいるのではない。織田上総介の行く末を見たかったのだ」と言い残している（『続々群書類従』第83条、『朝倉家録』）。
- 庭で鷹を卵から育てる人工繁殖を行っており、この養鷹法は戦国武将の中でも特異な例とされる[11]。

## 朝倉宗滴話記
宗滴が語ったものを宗滴の家臣・萩原八郎右衛門尉宗俊がまとめたとされる書。書状などに見えるものではないため、同時代史料としての価値は不明。成立年は不詳。

### 題目
「朝倉宗滴話記」という題は『続々群書類従』（国書刊行会、明治39年）に収録された際に付けられたもので、書かれた当時からの題ではない。このほか、「宗滴様御雑談共端々萩原覚候事」（『朝倉家録』、昭和57年）、「宗滴雑談」（加越能文庫が所蔵）、「宗滴兵談」（尊経閣文庫）、「宗滴夜話」（加越能文庫・尊経閣文庫）、「宗滴雑談萩原覚書」（聖藩文庫）、「朝倉左金吾利口条目」（影考館文庫）、「朝倉英林宗滴」（内閣文庫）、「朝倉英林家誡」（宮内庁書陵部）、「金吾利口書」（須永金三郞校訂『朝倉叢書』明治43年）というように題名が異なっている。ただし『続々群書類従』が底本とした内閣所有の版本・黒川氏本の2つは現存しない。
なお「宗滴夜話」には、「宗滴様御雑談共端々萩原覚」という内題が付けられている。又、題だけでなく内容も異なる。宗滴話記の条目は『続々群書類従』にしかない。

### 成立時期
正確な成立年は不詳だが、天文24年（1555年）の宗滴没後にまとめられたと思われ、また萩原宗俊は元亀元年（1570年）4月に討死していることから、この間に成立したのではないかと推測される。さらに第47条の人使いの手本になる大名を挙げる部分において、羅列された大名、特に三好長慶と長尾景虎（上杉謙信）の官途・名字から、永禄3年（1560年）または同4年（1561年）成立と考えられる。今川義元の名も挙がることから、彼の評判を落とした桶狭間の戦いの前、永禄3年に限定できる可能性がある（上記の３人以外で名が挙げられているのは武田信玄、毛利元就、織田信長、正木時茂である）。
なお、『甲陽軍鑑』品第三十にも、武田晴信が山本勘介に対して「そのほう生国三河には、近代よき大将はなかりつるか？」と質問する項目があり、そこでは松平清康が評価され、その息子の広忠では治まりきらないと答える、という人物評が載せられている。『甲陽軍鑑』品第三十一には「今川義元は、駿河・遠江・三河の3か国を持って、よき家老も数多く、尾張に発向して2万の動員は可能。しかしながら、息子の氏真は歌会・茶の湯にいそしんでおり、今川家の命運は危うい」という記述があり、信長の名前は出ないものの桶狭間の敗戦と信長台頭を暗に予言したような記述になっており、朝倉宗滴話記の人物評価と酷似している。

### 内容
全般的な内容としては、宗滴が話した戦陣訓・家訓の記述と、宗滴の経歴を述べたものになっている。「武者は犬ともいへ、畜生ともいへ、勝つことが本にて候」という部分が有名である。合戦は簡潔に記述され、何年何月何日に宗滴が語ったという記録的な要素は存在しない。雑談をまとめたような印象である。ただし全くばらばらな話題が散見するわけではなく、関連する条文がある程度まとまっていることが多い。表現上の特徴としては、元号・月の異称・遡日・晦日など、当時の公家や武家の日記に見られるような表記・年次の記載がない。本文全体でも（国持、武者奉行のような）『甲陽軍鑑』にも見られる江戸時代の言葉遣いが登場する。
前田利家の言行録たる『国祖遺言』（加賀藩史料加越能文庫に大部分収録）の戦陣訓は、はじめの30条ほどでこの朝倉宗滴の戦陣訓と記述が一致しており、朝倉宗滴話記を粉本にして作られたとみられる。
『続々群書類従』に収録されたものが国立公文書館デジタルアーカイブ・システムに入っている。

## 系譜
- 父：朝倉孝景（1428年 - 1481年） - 英林
- 母：桂室永昌大姉 - 逸見氏養女、温科氏の娘
- 正室：朝倉景冬の娘
- 生母不明の子女
  - 男子：蒲庵古渓（1532年 - 1597年）
- 養子
  - 男子：朝倉景紀（1505年 - 1572年） - 朝倉貞景の四男

## 関連作品
- 重野なおき『信長の忍び』（白泉社、ヤングアニマル連載：2008年 - 、アニメ化：2016年 - ）声：置鮎龍太郎
- 赤神諒『酔象の流儀 朝倉盛衰記』（講談社、2018年12月18日）ISBN 978-4-06-514035-2